# Ataques de abril de 2012 no Afeganistão
Os ataques de abril de 2012 aconteceram em 15 de abril de 2012 quando insurgentes e bombistas suicidas do Talibã lançaram múltiplos ataques coordenados em todo o Afeganistão. Esses ataques, como parte da ofensiva da primavera de 2012, atingiram vários locais - incluindo prédios do governo, bases militares e embaixadas - e ocorreram em várias províncias afegãs, incluindo Cabul e Paktia. Diferentes relatórios atribuem a responsabilidade pelos ataques aos talibãs ou à rede Haqqani, embora o Talibã tenha reivindicado a responsabilidade.
O Talibã, fazendo uso de vários homens-bomba, realizou ataques coordenados na cidade de Jalalabad, bem como nas províncias de Logar e Paktia. Os maiores confrontos, no entanto, ocorrem em Cabul, onde o parlamento afegão e as embaixadas e os campos estadunidenses, britânicos, franceses, alemães e japoneses são alvo dos ataques.

## Cabul
O ataque principal ocorreu na capital afegã, Cabul, onde ocorreram uma dezena de grandes explosões contra várias embaixadas ocidentais e prédios do governo, a maioria no bairro central da Zona Verde. Além disso, várias milícias talibãs armadas com pistolas automáticas, lançadores de foguetes e coletes explosivos tomaram as ruas e entrincheiraram-se em vários edifícios.

## Outros locais
Em Jalalabad, capital da província de Nangarhar, pelo menos quatro explosões foram provocadas por vários insurgentes que atacaram uma sede da OTAN.
Em Puli Alam, capital da província de Logar, um comando de cinco talibãs entrincheirou-se em um prédio do governo para atacar as forças de segurança. Pelo menos quatro dos membros do grupo foram mortos.
Em Gardez, capital da província de Paktia, outro grupo talibã barricou-se em um prédio e feriu pelo menos quatro civis e três policiais ao atacar uma academia policial e uma universidade situadas nas proximidades.
Na província central de Kapisa uma bomba caseira matou quatro policiais afegãos, sendo um deles oficial.